# San José de Viborillas
San José de Viborillas är en ort i Mexiko.   Den ligger i kommunen San Miguel de Allende och delstaten Guanajuato, i den centrala delen av landet, 230 km nordväst om huvudstaden Mexico City. San José de Viborillas ligger 2 043 meter över havet och antalet invånare är 210.
Terrängen runt San José de Viborillas är varierad. Runt San José de Viborillas är det ganska tätbefolkat, med 108 invånare per kvadratkilometer. Närmaste större samhälle är San Miguel de Allende, 13,1 km sydväst om San José de Viborillas. Trakten runt San José de Viborillas består i huvudsak av gräsmarker.